# IETF
IETF (англ. Internet Engineering Task Force) — відкрите міжнародне співтовариство проєктувальників, учених, мережевих операторів і провайдерів, створене IAB в 1986 році, яке займається розвитком протоколів і архітектури Інтернету. 
Вся технічна робота здійснюється в робочих групах IETF, що займаються конкретною тематикою (наприклад, питаннями маршрутизації, транспорту даних, безпеки тощо). Робота в основному ведеться через поштові списки, але тричі на рік проводяться збори IETF. 
Результати діяльності робочих груп оформляються у вигляді робочих проєктів (Internet drafts), які потім використовуються ISOC для кодифікування нових стандартів.

## Завдання IETF
Відповідно до RFC 4677 завданнями IETF є:
- Ідентифікації проблем і пропозиція рішень в технічних аспектах організації Інтернету
- Розробка специфікацій, стандартів і угод із загальних архітектурних принципів протоколів Інтернет
- Винесення рекомендацій щодо стандартизації протоколів на розгляд Internet Engineering Steering Group (IESG)
- Сприяння широкому розповсюдженню технологій і стандартів, що розробляються в Internet Research Task Force (IRTF)
- Організація дискусії для обміну інформацією в співтоваристві Інтернет між ученими, розробниками, користувачами, виробниками устаткування і послуг, мережевими адміністраторами тощо.